# Game & Watch Gallery
Game & Watch Gallery is een computerspel, uitgebracht in 1997 voor de Game Boy. Het is het eerste deel uit de Game & Watch-serie. Het spel bestaat uit verschillende mini-games (Game & Watch) uit de oude doos, in een nieuw kleedje gestoken. De hoofdpersonages zijn Mario en zijn vrienden.